# Віндуґа (Мазовецьке воєводство)
Віндуґа (пол. Winduga) — село в Польщі, у гміні Маґнушев Козеницького повіту Мазовецького воєводства.
У 1975-1998 роках село належало до Радомського воєводства.